# Internationale ouvrière pour la reconstruction de la Quatrième Internationale
 (octobre 2022).
Si vous disposez d'ouvrages ou d'articles de référence ou si vous connaissez des sites web de qualité traitant du thème abordé ici, merci de compléter l'article en donnant les références utiles à sa vérifiabilité et en les liant à la section « Notes et références ».
L'Internationale ouvrière pour la reconstruction de la Quatrième Internationale (IORQI) est une organisation internationale trotskyste. Elle a été formée et basée au Royaume-Uni, et était à l'origine un vestige du Parti révolutionnaire des travailleurs.
L'organisation a été fondée en 1990 pour regrouper les soutiens internationaux du Parti des travailleurs révolutionnaire (Presse ouvrière) (PTR (PO)), à la suite de la scission de plusieurs de leurs membres pour rejoindre la Ligue internationale des travailleurs - Quatrième Internationale. Dirigé par Cliff Slaughter et Dot Gibson, elle gagna originellement des soutiens dans le Parti des Travailleurs Révolutionnaires (Namibie) et dans la section sud-africaine, qui remporta 5 481 voix dans les élections générales de 1994 en Afrique du Sud, ainsi que du Groupe de l'opposition et de la continuité de la Quatrième Internationale de Michel Varga.
La majorité de la section sud-africaine quitta l'internationale en 1996, et se rebaptisa Ligue internationale des travailleurs d'avant-garde.
À la suite de la dissolution puis de la reconstitution du PTR (PO) en Mouvement pour le Socialisme (Grande-Bretagne), Gibson et Bob Archer conduisirent le reste de l'international à scissionner de la fraction de Slaughter.
L'organisation ne maintient plus que sa section britannique, et garde le support du PTR de Namibie et des restes de la section sud-africaine. Elle publie le Journal de l'Internationale Ouvrière.
En Grande-Bretagne, les partisans du groupe ont été actifs dans l'Alliance socialiste, puis dans la "Plateforme Démocratie" de ce mouvement. En 2004, ils ont également été impliqué dans la campagne centrée sur Liverpool pour un "Parti de masse ouvrier" et dans l'organisation qui en a découlé, le Parti Socialiste Unifié.